# Wasaya Airways

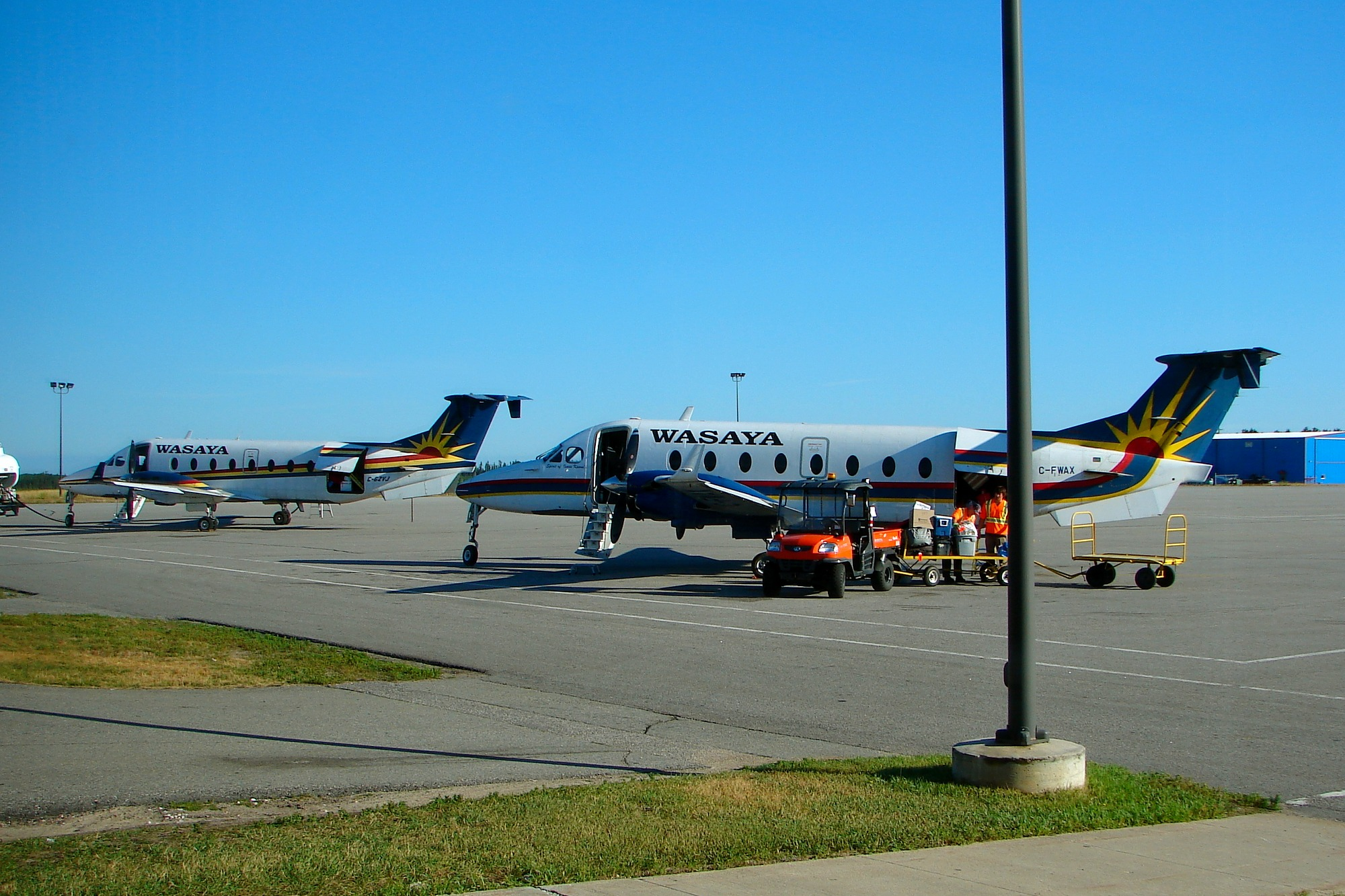
Два лайнери Beechcraft 1900D авіакомпанії Wasaya Airways в аеропорту Су-Лукаут

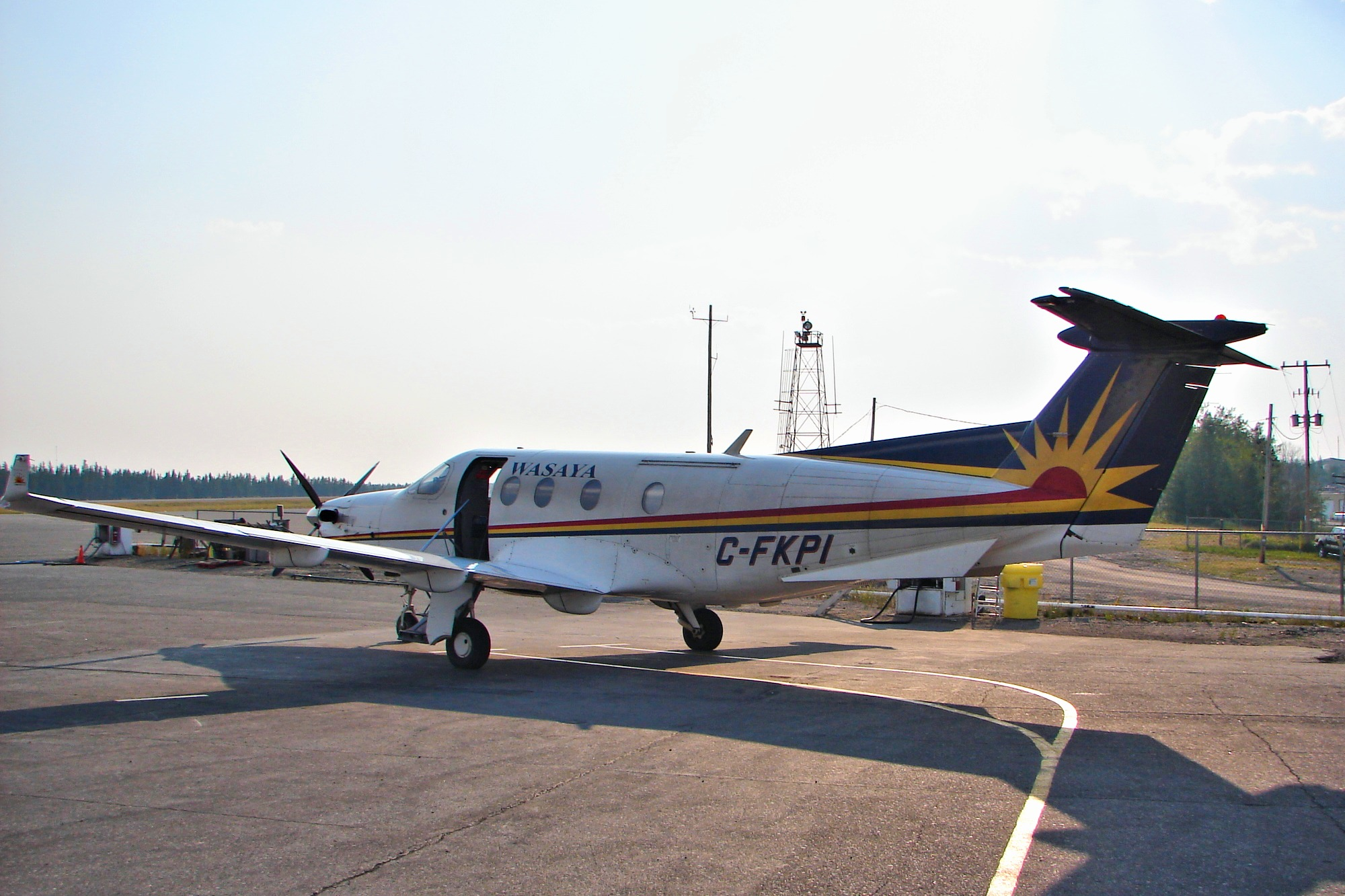
Pilatus PC-12 авіакомпанії Wasaya Airways в аеропорту Пікл-Лейк

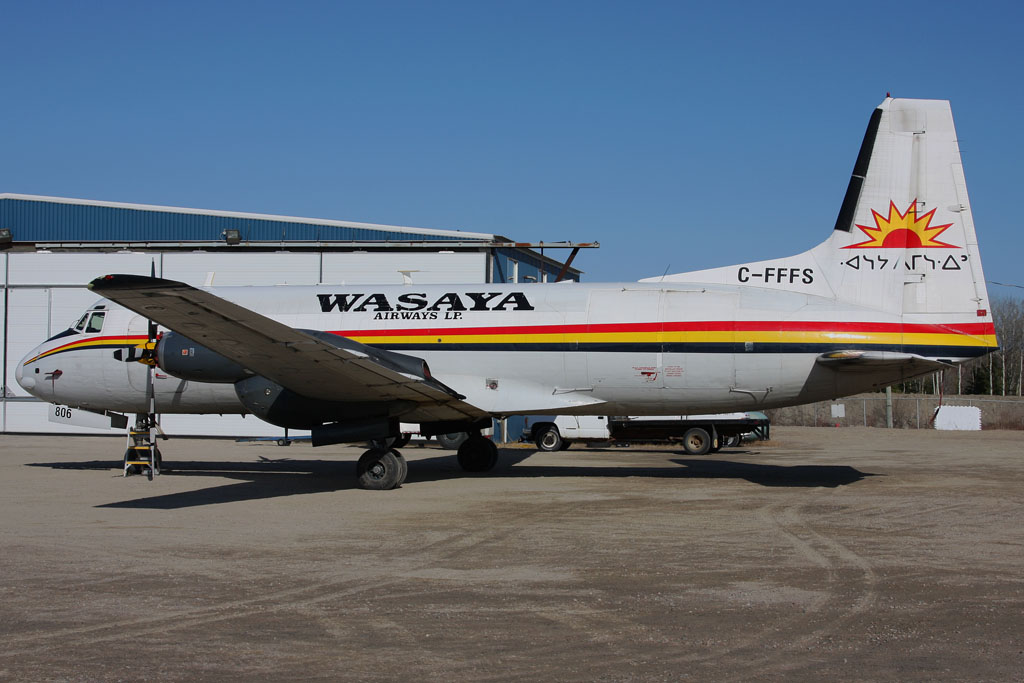
HS748 на стоянці перед ангаром в аеропорту Ред-Лейк

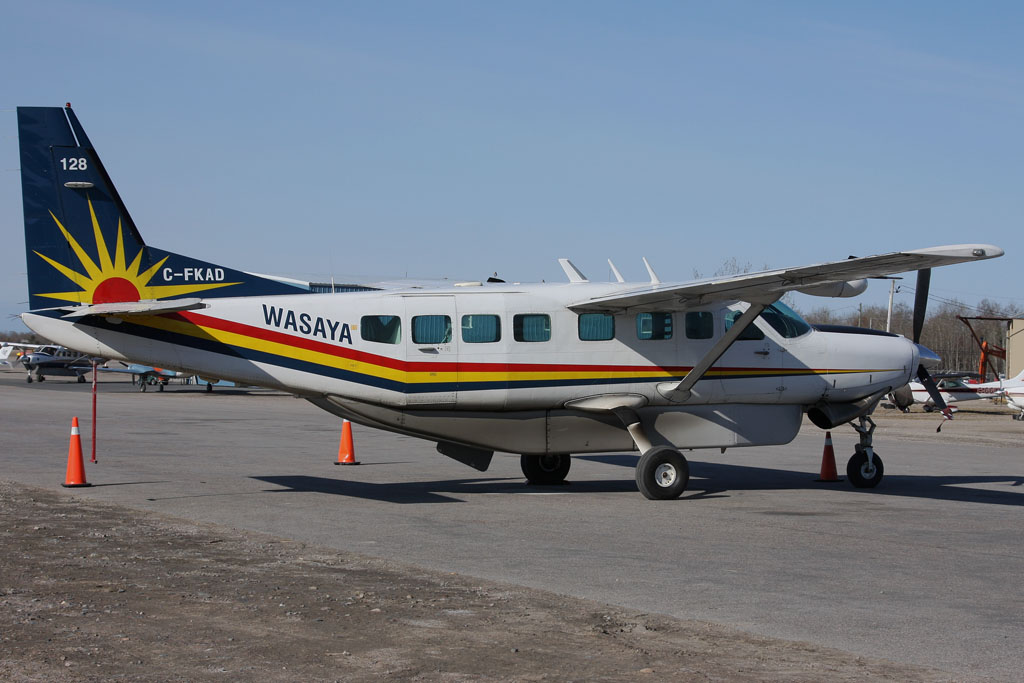
Cessna 208B авіакомпанії в аеропорту Ред-Лейк

Wasaya Airways LP, діюча як Wasaya Airways, — канадська авіакомпанія місцевого значення зі штаб-квартирою в місті Тандер-Бей (Онтаріо), повністю належить канадській Громаді ескімосів. Головними транзитними вузлами (хабами) перевізника є Міжнародний аеропорт Тандер-Бей і Аеропорт Су-Лукаут.
У 2003 році Wasaya Airways викупила ексклюзивні права у авіакомпанії Bearskin Airlines на регулярні пасажирські та вантажні перевезення в 25 віддалених ескімоських громад Північної Онтаріо.

## Маршрутна мережа

### Регулярні маршрути
- Онтаріо
  - Бірскін-Лейк — Аеропорт Бірскін-Лейк
  - Кет-Лейк — Аеропорт Кет-Лейк
  - Дір-Лейк — Аеропорт Дір-Лейк
  - Драйден — Регіональний аеропорт Драйден
  - Ібеймітунг (Форт-Хоуп) — Аеропорт Ібеймітунг
  - Форт-Севен — Аеропорт Форт-Севен
  - Касабоніка — Аеропорт Касабоніка
  - Ківалін — Аеропорт Ківалін
  - Кінгфішер — Аеропорт Кінгфішер
  - Кітченумейкузіб (Біг-Трот-Лейк) — Аеропорт Кітченумейкузіб
  - Маскрет-Дам-Лейк — Аеропорт Маскрет-Дам-Лейк
  - Нескантага (Ленсдаун-Хаус) — Аеропорт Ленсдаун-Хаус
  - Нібінамік (Саммер-Бівер) — Аеропорт Саммер-Бівер
  - Норт-Спіріт-Лейк — Аеропорт Норт-Спіріт-Лейк
  - Піуанак — Аеропорт Піуанак
  - Пайкл-Лейк — Аеропорт Пайкл-Лейк
  - Пайкангікам — Аеропорт Пайкангікам
  - Поплар-Хілл — Аеропорт Поплар-Хілл
  - Ред-Лейк — Аеропорт Ред-Лейк
  - Сечігоу-Лейк — Аеропорт Сечігоу-Лейк
  - Сенді-Лейк — Аеропорт Сенді-Лейк
  - Су-Лукаут — Аеропорт Су-Лукаут
  - Тандер-Бей — Міжнародний аеропорт Тандер-Бей
  - Уопекіка — Аеропорт Уопекіка
  - Норт-Карібу — Аеропорт Норт-Карібу
  - Вебекі — Аеропорт Вебекі
  - Уаннамін-Лейк — Аеропорт Уаннамін-Лейк

- Манітоба
  - Вінніпег — Міжнародний аеропорт Вінніпег імені Джеймса Армстронга Річардсона

### Інші маршрути[1]
- Онтаріо
  - Аттавапискат — Аеропорт Аттавапискат
  - Форт-Олбані — Аеропорт Форт-Олбані
  - Херст — Муніципальний аеропорт імені Рене Фонтейна
  - Кашечуон — Аеропорт Кашечуон
  - Музоні — Аеропорт Музоні
  - Норт-Бей — Аеропорт Норт-Бей імені Джека Гарленда
  - Су-Сент-Марі — Аеропорт Су-Сент-Марі
  - Великий Садбері — Аеропорт Великий Садбері
  - Тіммінс — Аеропорт імені Віктора М. Пауера

## Флот
Станом на квітень 2010 року флот авіакомпанії Wasaya Airways становили такі повітряні судна, офіційно зареєстровані в Міністерстві транспорту Канади.

## Авіаподії і нещасні випадки
- 6 серпня 1998 року, рейс 804. При виконанні посадки в Аеропорту Касабоніка літак British Aerospace BAe-748 викотився за межі злітно-посадкової смуги, в результаті чого четверо членів екіпажу отримали поранення. Пасажирів на борту лайнера не було.